# اولاری تال
اولاری تال (استونیایی: Olari Taal؛ زادهٔ ۷ اوت ۱۹۵۳) سیاستمدار اهل استونی است.
وی از ژانویه تا ژوئن ۱۹۹۲ وزیر ساختمان‌سازی، ژوئن تا اکتبر ۱۹۹۲ وزیر اقتصاد و از سال ۱۹۹۸ تا ۱۹۹۹ وزیر کشور استونی بوده است.